# Amerila timolis
Amerila timolis là một loài bướm đêm thuộc phân họ Arctiinae, họ Erebidae.